# Econometric Society
Die Econometric Society (deutsch Ökonometrische Gesellschaft) ist eine internationale Gesellschaft, die sich dem Fortschritt der theoretischen Wirtschaftswissenschaft in ihrer Beziehung zur Statistik und Mathematik verschrieben hat. Sie publiziert neben den Zeitschriften Econometrica, Quantitative Economics und Theoretical Economics auch eine Monografieserie (seit 1983) und organisiert wissenschaftliche Konferenzen.
Die Gesellschaft wurde 1930 auf Initiative von Irving Fisher und Ragnar Frisch gegründet. Das erste Treffen fand am 29. Dezember 1930 in Cleveland, Ohio statt, die ersten wissenschaftlichen Versammlungen im September 1931 an der Universität Lausanne und im Dezember 1931 in Washington, D.C. Seit 1933 wird die Zeitschrift Econometrica herausgegeben. Für außergewöhnliche Beiträge zur Ökonometrie, die in dieser Zeitschrift veröffentlicht wurden, vergibt die Gesellschaft seit 1978 alle zwei Jahre die Frisch Medal.
72 der bisherigen 81 Wirtschaftsnobelpreisträger gehörten der Gesellschaft an (Stand: 2018).

## Präsidenten
Die Präsidenten der Econometric Society waren:
- 1931–1934 Irving Fisher
- 1935 François Divisia
- 1936–1937 Harold Hotelling
- 1938–1939 Arthur Bowley
- 1940–1941 Joseph Schumpeter
- 1942–1943 Wesley Clair Mitchell
- 1944–1945 John Maynard Keynes
- 1946 Jacob Marschak
- 1947 Jan Tinbergen (Nobelpreis 1969)
- 1948 Charles Roos
- 1949 Ragnar Anton Kittil Frisch (1969)
- 1950 Tjalling C. Koopmans (1975)
- 1951 Roy George Douglas Allen
- 1952 Paul A. Samuelson (1970)
- 1953 René Roy
- 1954 Wassily Leontief (1973)
- 1955 Richard Stone (1984)
- 1956 Kenneth Arrow (1972)
- 1957 Trygve Haavelmo (1989)
- 1958 James Tobin (1981)
- 1959 Marcel Boiteux
- 1960 Lawrence Klein (1980)
- 1961 Henri Theil
- 1962 Franco Modigliani (1985)
- 1963 Edmond Malinvaud
- 1964 Robert M. Solow (1987)
- 1965 Michio Morishima
- 1966 Herman Wold
- 1967 Hendrik Houthakker
- 1968 Frank Hahn
- 1969 Leonid Hurwicz (2007)
- 1970 Jacques Drèze
- 1971 Gérard Debreu (1983)
- 1972 William Moore Gorman
- 1973 Roy Radner
- 1974 Don Patinkin
- 1975 Zvi Griliches
- 1976 Hirofumi Uzawa
- 1977 Lionel McKenzie
- 1978 János Kornai
- 1979 Franklin Fisher
- 1980 John D. Sargan
- 1981 Marc Nerlove
- 1982 James Mirrlees (1986)
- 1983 Herbert Scarf
- 1984 Amartya Sen (1998)
- 1985 Daniel McFadden (2000)
- 1986 Michael Bruno
- 1987 Dale Jorgenson
- 1988 Anthony Atkinson
- 1989 Hugo F. Sonnenschein
- 1990 Jean-Michel Grandmont
- 1991 Peter A. Diamond (2010)
- 1992 Jean-Jacques Laffont
- 1993 Andreu Mas-Colell
- 1994 Takashi Negishi
- 1995 Christopher Sims (2011)
- 1996 Roger Guesnerie
- 1997 Robert E. Lucas (1995)
- 1998 Jean Tirole (2014)
- 1999 Robert B. Wilson (2020)
- 2000 Elhanan Helpman
- 2001 Avinash Dixit
- 2002 Guy Laroque
- 2003 Eric S. Maskin (2007)
- 2004 Ariel Rubinstein
- 2005 Thomas Sargent (2011)
- 2006 Richard W. Blundell
- 2007 Lars Peter Hansen (2013)
- 2008 Torsten Persson
- 2009 Roger B. Myerson (2007)
- 2010 John Hardman Moore
- 2011 Bengt Holmström (2016)
- 2012 Jean-Charles Rochet
- 2013 James Heckman (2000)
- 2014 Manuel Arellano
- 2015 Robert H. Porter
- 2016 Eddie Dekel
- 2017 Drew Fudenberg
- 2018 Tim Besley
- 2019 Stephen Morris
- 2020 Orazio Attanasio
- 2021 Pinelopi Koujianou Goldberg
- 2022 Guido Tabellini
- 2023 Rosa L. Matzkin

## Weitere bekannte Mitglieder
Weitere bekannte Mitglieder der Econometric Society sind oder waren:
Daron Acemoğlu, Abel Gesewitsch Aganbegjan, Philippe Aghion, Yacine Aït-Sahalia, George A. Akerlof (Nobelpreis 2001), Alberto Alesina, Maurice Allais (1988), Franklin Allen, Luigi Amoroso, Oskar Anderson, James Andreoni, Donald Andrews, Susan Athey, Robert Aumann (2005), Robert J. Barro, William J. Baumol, Gary Becker (1992), Ben Bernanke, Marianne Bertrand, Helmut Bester, Jagdish Bhagwati, Duncan Black, Olivier Blanchard, Tim Bollerslev, George J. Borjas, Peter Bossaerts, François Bourguignon, Arthur F. Burns, Phillip D. Cagan, Guillermo Calvo, David Card, David Cass, Raj Chetty, Gregory Chow, Janet Currie, George Dantzig, Partha Dasgupta, Richard H. Day, Angus Deaton (2015), Douglas W. Diamond, Erwin Diewert, Evsey D. Domar, Rudiger Dornbusch, Paul Howard Douglas, James Duesenberry, Esther Duflo (2019), Richard Easterlin, Otto Eckstein, Luigi Einaudi, Robert F. Engle (2003), Mordecai Ezekiel, Eugene Fama (2013), Ernst Fehr, Martin S. Feldstein, Bruno de Finetti, Amy Finkelstein, Stanley Fischer, Robert Fogel (1993), Milton Friedman (1976), Xavier Gabaix, David Gale, Jordi Galí, Nicholas Georgescu-Roegen, Allan Gibbard, Corrado Gini, Jacob Goeree, Claudia Goldin, Richard M. Goodwin, Christian Gouriéroux, Clive W. J. Granger (2003), Gene Grossman, Sanford J. Grossman, Theodore Groves, Gottfried Haberler, Robert Ernest Hall, James D. Hamilton, Arnold Harberger, Roy F. Harrod, John Harsanyi (1994), Oliver Hart (2016), Jerry Hausman, Friedrich August von Hayek (1974), Martin Hellwig, David F. Hendry, John R. Hicks (1972), Werner Hildenbrand, Søren Johansen, Boyan Jovanovic, Daniel Kahneman (2002), Ehud Kalai, Nicholas Kaldor, Michał Kalecki, Leonid Witaljewitsch Kantorowitsch (1975), Lawrence Katz, Mervyn King, Baron King of Lothbury, Robert King, Serge-Christophe Kolm, Nikolai Dmitrijewitsch Kondratjew, Wilhelm Krelle, David Kreps, Alan B. Krueger, Anne O. Krueger, Paul Krugman (2008), Per Krusell, Harold W. Kuhn, Simon Smith Kuznets (1971), Finn E. Kydland (2004), Kelvin Lancaster, Richard Layard, Edward Lazear, Abba P. Lerner, Steven Levitt, Erik Robert Lindahl, Assar Lindbeck, Prasanta Chandra Mahalanobis, Benoît Mandelbrot, Edwin Mansfield, Harry Markowitz (1990), Duncan Luce, Marc Melitz, Robert C. Merton (1997), Paul Milgrom (2020), Merton H. Miller (1990), Joel Mokyr, Oskar Morgenstern, Dale Mortensen (2010), Hervé Moulin, Kevin M. Murphy, John F. Muth, Gunnar Myrdal (1974), John Forbes Nash Jr. (1994), Hans Neisser, John von Neumann, Jerzy Neyman, Stephen Nickell, William D. Nordhaus (2018), Maurice Obstfeld, Bertil Ohlin (1974), Arthur Melvin Okun, Guy Orcutt, Luigi L. Pasinetti, Hans Peter, Edmund S. Phelps (2006), Alban W. Phillips, Peter C. B. Phillips, Thomas Piketty, Christopher Pissarides (2010), Jacques J. Polak, Robert A. Pollak, John W. Pratt, Edward C. Prescott (2004), Matthew Rabin, C. R. Rao, Hélène Rey, D. John Roberts, Peter Robinson, Kenneth S. Rogoff, John Roemer, Paul Romer (2018), Alvin E. Roth (2012), Jacques Rueff, Jeffrey Sachs, Thomas Schelling (2005), Richard Schmalensee, Klaus M. Schmidt, Erich Schneider, Myron S. Scholes (1997), Reinhard Selten (1994), Lloyd S. Shapley (2012), Karl Shell, Neil Shephard, Walter A. Shewhart, Robert J. Shiller (2013), Andrei Shleifer, Martin Shubik, Herbert A. Simon (1978), Stephen Smale, Vernon L. Smith (2002), A. Michael Spence (2001), George Stigler (1982), Joseph E. Stiglitz (2001), James Stock, Lawrence Summers, Lars E. O. Svensson, John B. Taylor, Richard Thaler (2017), Amos Tversky, Hal Varian, William Vickrey (1996), Abraham Wald, Mark Walker, Carl Christian von Weizsäcker, Jörgen W. Weibull, Iván Werning, Thomson M. Whitin, Oliver E. Williamson (2009), Edwin Bidwell Wilson, Sidney G. Winter, Jacob Wolfowitz, Michael Woodford, Menahem E. Yaari, Arnold Zellner, Frederik Ludvig Bang von Zeuthen